# Magnus Böcker
Anders Magnus Böcker, född 1961 i Sköllersta utanför Örebro, död 26 juli 2017, var en internationell företagsledare och expert inom finansindustrin.
Magnus Böcker var VD för Singapore Exchange mellan 2009 och 2015. Han var en av skaparna av OMX, Nordiska Börsen, där han var VD mellan 2003 och 2008. Under sin tid på OMX innehade Böcker olika ledande befattningar som COO, CFO och ansvarig för teknologiverksamheten. Han spelade en ledande roll i sammanslagningen med Nasdaq 2008, där han var vice VD under 2008 och 2009.
Magnus Böcker var medlem av Shanghai International Financial Advisory Council, World Federation of Exchanges, council of the Institute of Bankning and Finance i Singapore, Singapore Business Federation, Advisory Board I Sim Kee Boon Instirute for Financial Economics vid Singapore Management University. Han har också varit medlem av The Mount Sinai Surgery Advisory Board i New York liksom i styrelser för noterade bolag och i private equity investeringar, bl.a. Orc Software och Dustin Group.
Magnus Böcker var även Executive Chairman i Blibros Capital Partners.
2015 var han sommarvärd i Sveriges Radios Sommar i P1. Han berättade då att han löptränade flitigt, sprungit New York Marathon, men också och om den cancerdiagnos han fått och som senare ledde till hans död.